# Burgkirchen (Oberösterreich)
Burgkirchen  ist eine Gemeinde in Oberösterreich im Bezirk Braunau am Inn  im Innviertel mit 2774 Einwohnern (Stand 1. Jänner 2024). Der zuständige Gerichtsbezirk ist der Gerichtsbezirk Braunau am Inn.
Der Ort erhielt 1992 und 2003 die Auszeichnung als Radfahrfreundlichste Gemeinde Oberösterreichs.

## Geografie
Burgkirchen  liegt auf 393 Meter Höhe im Innviertel. Die Ausdehnung beträgt von Nord nach Süd 8,9, von West nach Ost 10,3 Kilometer.  Die Gesamtfläche beträgt 45,9 Quadratkilometer. 30,5 % der Fläche sind bewaldet, 61,9 % landwirtschaftlich genutzt.

### Gemeindegliederung
Das Gemeindegebiet umfasst folgende 45 Ortschaften (in Klammern Einwohnerzahl Stand 1. Jänner 2024):
- Albrechtsberg (127)
- Alharting (7)
- Atzing (15)
- Au (19)
- Bachleiten (18)
- Biburg (7)
- Brand (24)
- Brunning (76)
- Burgkirchen (657)
- Edthof (10)
- Eglsee (86)
- Fartham (7)
- Forstern (82)
- Frieseneck (12)
- Fuchshofen (15)
- Fürch (81)
- Geretsdorf (178)
- Grillham (58)
- Harham (44)
- Hermading (43)
- Herrngassen (17)
- Holzgassen (4)
- Kaltenhausen (3)
- Kobledt (4)
- Kühberg (77)
- Lindhof (2)
- Maxedt (11)
- Mitterlach (17)
- Oberaching (76)
- Oberhartberg (13)
- Oberseibersdorf (38)
- Passberg (15)
- Penning (22)
- Sankt Georgen an der Mattig (280)
- Scheuhub (29)
- Solling (14)
- Spraid (29)
- Stockleiten (236)
- Tal (14)
- Unterhartberg (32)
- Unterseibersdorf (28)
- Vorbuch (44)
- Walzing (33)
- Weikerding (41)
- Wollöster (129)

Die Gemeinde besteht aus den Katastralgemeinden Biburg, Forstern, Hartberg, Oberspraidt und St. Georgen an der Mattig.

### Nachbargemeinden
|                           | St. Peter am Hart                           | Weng im Innkreis      |
| Neukirchen an der Enknach | Kompassrose, die auf Nachbargemeinden zeigt | Moosbach Mauerkirchen |
|                           | Pischelsdorf am Engelbach                   | Helpfau-Uttendorf     |

## Geschichte
1007 wurde der Ort zum ersten Mal erwähnt. Der Name leitet sich von Puchkyrchen (= Kirche beim Buchenwald) ab. Der Ort war bis 1779 bayrisch und kam nach dem Frieden von Teschen mit dem Innviertel (damals 'Innbaiern') zu Österreich. Während der Napoleonischen Kriege wieder kurz bayrisch, gehört er seit 1814 endgültig zu Oberösterreich. Nach dem Anschluss Österreichs an das Deutsche Reich am 13. März 1938 gehörte der Ort zum Gau Oberdonau. Nach 1945 erfolgte die Wiederherstellung Oberösterreichs.

### Einwohnerentwicklung
1991 hatte die Gemeinde laut Volkszählung 2.472 Einwohner, 2001 dann 2.546 Einwohner. Die Zunahme erfolgte, obwohl die Wanderungsbilanz negativ war, wegen der stark positiven Geburtenbilanz. Von 2001 bis 2011 nahm die Abwanderung zu, sodass trotz weiter positiver Geburtenbilanz die Bevölkerungszahl nur leicht auf 2.554 Personen stieg.

## Kultur und Sehenswürdigkeiten
in Biburg
- Biburger Kapelle

in Forstern
- Schloss Forstern

in St. Georgen an der Mattig

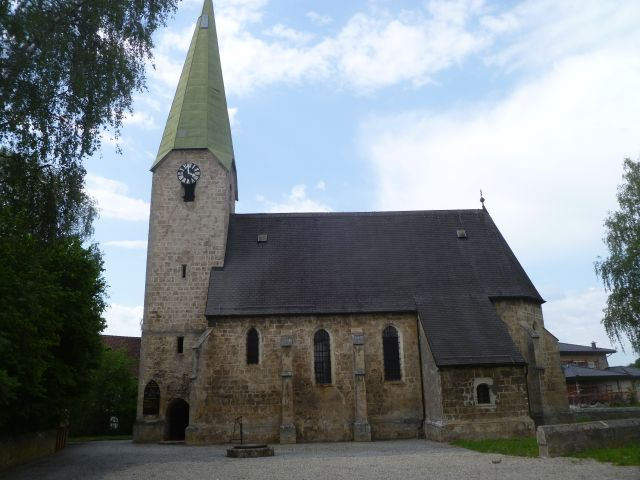
Katholische Filialkirche hl. Georg

- Kath. Pfarrkirche Burgkirchen: spätgotisch, Mitte des 15. Jahrhunderts erbaut; die Pfarrkirche beherbergt viele kostbare Kunstwerke, wie die Kreuzigungsgruppe der Brüder Martin und Michael Zürn (der oberschwäbischen Bildhauerfamilie Zürn) und prächtige Stuckarbeiten von J. M. Vierthaler.
- Englmüllerkapelle
- Kath. Filialkirche St. Georgen an der Mattig: ausgestattet mit Altären von Martin und Michael Zürn, weiter befindet sich hier der älteste Opferstock Österreichs.

## Wirtschaft und Infrastruktur
In Burgkirchen befinden sich 120 landwirtschaftliche Betriebe, davon sind 75 Vollerwerbsbauern (Stand 2010). Auch haben sich 40 Gewerbebetriebe im Gemeindegebiet angesiedelt.

### Bildung
In Burgkirchen befinden sich ein Kindergarten, eine Volksschule und eine landwirtschaftliche Fachschule.

### Verkehr
- Eisenbahn: Die Mattigtalbahn verbindet Burgkirchen mit Braunau und Neumarkt an der Westbahn.[6]
- Straße: Die wichtigste Straßenverbindung der Gemeinde ist die Braunauer Straße B147 von Braunau nach Straßwalchen.

## Politik
Der Gemeinderat hat 25 Mitglieder.
- Mit den Gemeinderats- und Bürgermeisterwahlen in Oberösterreich 2003 hatte der Gemeinderat folgende Verteilung: 15 ÖVP, 8 SPÖ und 2 FPÖ.
- Mit den Gemeinderats- und Bürgermeisterwahlen in Oberösterreich 2009 hatte der Gemeinderat folgende Verteilung: 15 ÖVP, 5 SPÖ und 5 FPÖ.
- Mit den Gemeinderats- und Bürgermeisterwahlen in Oberösterreich 2015 hatte der Gemeinderat folgende Verteilung: 15 ÖVP, 7 FPÖ und 3 SPÖ.
- Mit den Gemeinderats- und Bürgermeisterwahlen in Oberösterreich 2021 hat der Gemeinderat folgende Verteilung: 15 ÖVP, 6 FPÖ und 4 SPÖ.[7][8]

### Bürgermeister
- bis 2008 Georg Ellinger (ÖVP)
- 2008–2014 Georg Hofstätter (ÖVP)
- seit 2014 Albert Troppmair (ÖVP)[9]

### Wappen
Offizielle Beschreibung des Gemeindewappens: In Blau ein weißes, springendes Ross. Gemeindefarben: Blau-Weiß-Blau.

### Gemeindepartnerschaften
- Füllinsdorf, Schweiz (wegen des ähnlichen, fast identischen Wappens)[10]

## Persönlichkeiten

### Söhne und Töchter der Gemeinde
- Anton Deiser (1872–1955), Bauer, Gastwirt und Politiker
- Josef Öller (1949–2008), Politiker (SPÖ)
- Hermann Gschaider (* 1956), Bildhauer

### Mit der Gemeinde verbundene Persönlichkeiten
- Robert Krotzer (* 1987), Politiker (KPÖ), Mitglied der Grazer Stadtregierung in den Kabinetten Nagl und Kahr
- David Schießl (* 1972), Politiker (FPÖ) und Technischer Angestellter, Mitglied des Gemeinderats von Burgkirchen
- Gerald Weilbuchner (* 1990), Politiker (ÖVP) und Unternehmer
- Anna Zauner-Pagitsch (* 1963), Harfenistin, lebt in Burgkirchen